# Atholl Highlanders
Az Atholl Highlanders skót magán gyalogezred. Korábban Atholl hercegének, a Murray klán főnökének személyes testőrsége volt. Bár hivatalos katonai szerepe nincs, a helyi férfiakból álló, szigorú feltétek mentén kiválogatott hagyományőrző sereg Lee-Metford puskákkal van felfegyverezve, és az ezredhez tartozik egy skót-dudás egység is. A Highlanderekhez csak a herceg meghívásával lehet csatlakozni, aki kifejezetten a birtokhoz vagy a környékhez kötődő férfiak közül választ belépőket. Az ezred nem része a brit fegyveres erőknek – Európa egyetlen magánhadserege –, hanem Atholl hercegének parancsnoksága alatt áll, székhelye a Blair kastély.

## Előzmény

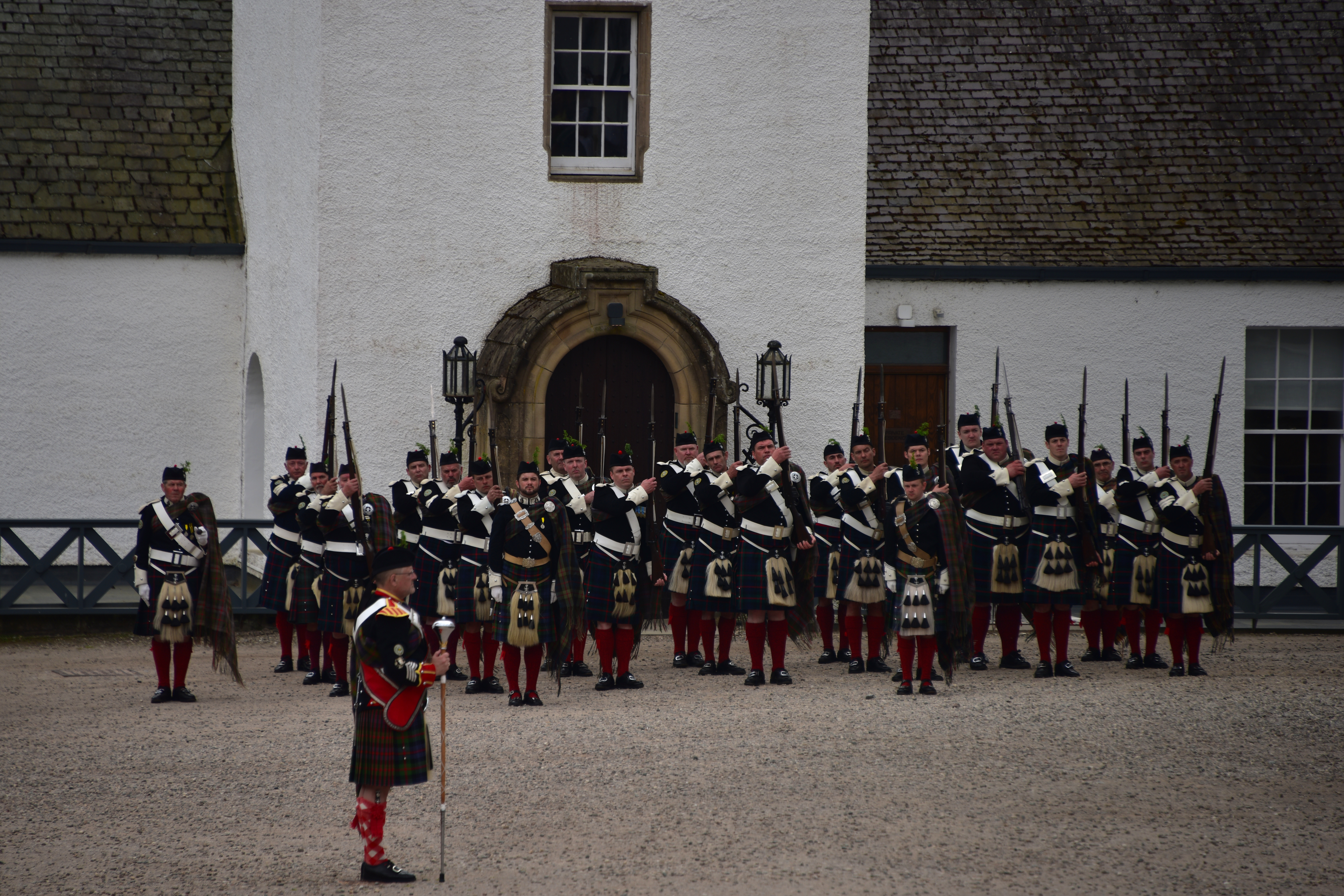
2017. május 17. Ünnepélyes szemle a Blair kastélyban „Európa utolsó magánhadserege” felett

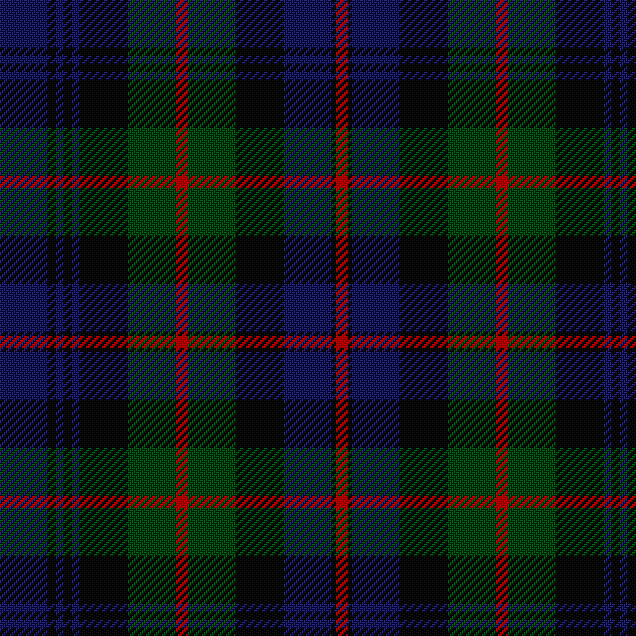
Ez a tartán az Atholl klán Murray-je, néha csak "Murray", bár vannak más tartánok is ezen a néven. Az újjáalakult Atholl Highlanders díszőrsége 1839-től egységes tartánként is használta. Nincs bizonyíték arra, hogy ezt a mintát az eredeti Atholl-felvidéki katonai ezred (1777–1783) használta volna. Úgy tűnik, hogy John Murray, Atholl 4. hercege fogadta el a mintát a londoni Highland Society klánfőnökök felkérésére. A minta egyértelműen a Black Watch-ból származik. A Scottish Register of Tartans megjegyzi: Részletek Wilsons of Bannockburn 1819-es Key Pattern Bookjából, ahol egyszerűen csak "Atholl"-nak hívták. A Londoni Highland Society 1816-22-es gyűjteményében egy dátum nélküli példányt egyszerűen "Murray" címkével láttak el.

A 77. gyalogezredet 1777. decemberében Perthshire-ben John Murray, Atholl 4. hercege alapította, a gyalogezredet gyakran nevezték Atholl vagy Murray Highlanders-nek – Highland a Skót-felföld. Az ezredet más Észak-Amerikában szolgáló ezredek mintájára hozták létre, de fennállásának nagy részében Írországban szolgált. Az ezredet az Amerikai függetlenségi háborúban legalább három év hosszan tervezték bevetni. 1781-ben az eredeti hároméves mandátum lejárt, az ezred feloszlatására számítottak a katonák. Az ezredet visszaszállították Angliába, Portsmouthba vonultak, hogy Indiában szolgáljanak tovább. A katonák fellázadtak, megtagadták a behajózási parancsot. Az ezredet 1783-ban feloszlatták.

## Újraalapítás
Több mint 50 évvel később, 1839-ben George Murray, Glenlyon 2. bárója (a leendő  Atholl 6. hercege), testőrezredként megújította az alakulatot, amely az ayrshire-i Eglinton kastályban-ben rendezett Eglinton-tornán mutatkozott be. Három évvel később, 1842-ben az ezred elkísérte Viktória királynőt perthshire-i körútja során. Két évvel később, amikor a királynő a herceg vendégeként szállt meg a Blair kastélyban, ott tartózkodása idején az ezred adta az őrséget. A két látogatása során az ezred által nyújtott szolgálat elismeréseként a királynő bejelentette, hogy zászlóval ajándékozza meg az Atholl Highlanders-t, ez hivatalos skót ezred státuszt biztosít az ezrednek. Az ezred első zászlóját Lady Glenlyon mutatta be 1845-ben. 1979-ben kapott új zászlót az ezred, harmadik alkalommal pedig 2006-ban Atholl hercegnéje adományozott zászlót.
John Stewart-Murray, a 7. herceg vezetése alatt az ezred rendszeresen biztosított őrséget a Blair kastély királyi látogatói számára, a kastély kényelmi megállóhely volt a Balmorali kastélyba vezető úton. Az első világháborút követően az ezred ritkábban parádézott, bár őrséget biztosított, amikor a japán koronaherceg 1921-ben és I. Fejszál iraki király 1933-ban ellátogatott a Blair-kastélyba.

## Felélesztéstől napjainkig
Évtizedekig tartó tétlenség után 1966-ban Iain Murray, Atholl 10. hercege megreformálta a Highlanders-t. A 10. herceg úgy döntött, hogy újjáéleszti az ezred éves felvonulását. Ennek érdekében nyolc helyi férfit hívott be. 1966. április 8-án, harminchárom év után először parádéztak a Blair kastélyban. Elvonultak a herceg előtt két Atholl Highlander dudás vezetésével. 1973-ban az ezred visszatért a Braemar Gatheringbe és részt vett a menetben a királynő és a királyi család többi tagja előtt.
Félő volt, hogy az ezredet feloszlatják a 10. herceg 1996-os halála után, mígnem utódja, John Murray, Atholl 11. hercege írt a birtokgondnoknak, ragaszkodott ahhoz, hogy folytassák a hagyományt. A 11. herceg szinte minden évben felkereste Blair Atholl-t, hogy haláláig megszemlélte az ezred éves felvonulását. A 12. herceg folytatta ezt a hagyományt.